# Гранеро, Эстебан
Эстеба́н Фе́ликс Гране́ро Моли́на (исп. Esteban Félix Granero Molina; род. 2 июля 1987[…], Посуэло-де-Аларкон, Мадрид) — испанский футболист, полузащитник.
Универсальный полузащитник, известный в Испании как «El Pirata» («Пират»), Гранеро может сыграть как центрального полузащитника, так и креативного полузащитника-распасовщика, а при надобности может сыграть и на правом фланге полузащиты. Основным его амплуа считается позиция плеймейкера. Прозвище же «Пират» закрепилось за ним следующим образом. Как признаётся сам Эстебан, он не знал, как праздновать свои забитые мячи, и не придумал ничего оригинальнее, как начать закрывать один глаз ладонью. Журналисты тут же придумали ему прозвище, глядя на этот жест, а также на его взъерошенные волосы и забавную бороду.

## Биография
Эстебан Гранеро пришёл в футбольную школу «Реала» в возрасте 8 лет и почти сразу начал демонстрировать там свой талант. Ему доверили позицию нападающего. В один из сезонов Гранеро забил 83 гола в чемпионате до 10 лет. Как он сказал в одном из своих интервью: «…просто секрет в том, что я тогда был выше всех остальных. Я бил сильнее других и был сильнее всех. Потом я вырос, тело сформировалось и всё сбалансировалось, и меня отодвинули в центр поля».
В 1999 Гранеро стал капитаном команды Б «Реала» до 12 лет, которая затем выиграла международный футбольный турнир в соответствующей возрастной категории. Финал его был сыгран на стадионе «Палау Сант Жорди» (кат. Palau Sant Jordi) в столице Каталонии и там «Реал» обыграл команду «Барселоны» со счётом 1:0. Единственный гол, забитый в овертайме, оказался на счету Эстебана, который затем был признан лучшим игроком турнира.
В возрасте 17 лет он присоединился к третьей команде «Реала» — «Реал Мадрид C». Выделяясь незаурядным талантом и навыками паса, Эстебан Гранеро был признан «El Crack» («Выстрелом» — самым выдающимся, экстраординарным игроком) группы 7 Терсеры сезона 2005/06 по версии авторитетного испанского футбольного издания «Don Balón».
В 2006 году, играя бок о бок со своими одноклубниками Хуаном Матой и Альберто Буэно, Гранеро выиграл Юношеский Кубок чемпионов до 19 лет — официальный юношеский турнир до 19 лет в Испании, организованный Королевской Футбольной Федерацией Испании. В этом же году Эстебан сыграл свой дебютный матч за «Реал Мадрид Б» — вторую команду «Реала». Это был матч против команды «Альбасете», в ходе которого Гранеро отдал голевую передачу.
Гранеро сделал впечатляющий скачок в развитии, играя за «Кастилью» («Реал Мадрид Б») в сезоне 2006/07, которая тогда ещё играла в испанской Сегунде — второй по значимости футбольной лиги в Испании, и постепенно завоёвывал доверие тренирующего в те годы команду Мичела, в конечном счёте став твёрдым игроком основы. Но в итоге ему, как и другим выпускникам кантеры Рубену де ла Реду, Хави Гарсии и Адриану Гонсалесу, не удалось пробиться в первую команду «Реала» и 31 августа 2007 года, в последний день трансферного окна, Гранеро на правах годичной аренды пополнил ряды мадридского «Хетафе». Туда же направился и Рубен де ла Ред, но на других условиях.
Дебютировал за «Хетафе» 16 сентября 2007 года, в матче 3-го тура чемпионата Испании против «Эспаньола». Но его дебют был несколько испорчен. «Хетафе» проиграл, а он сам получил красную карточку.
«Реал Мадрид» объявил о договорённости по переходу Эстебана Гранеро в «Куинз Парк Рейнджерс». Сумма трансфера составила 6-8 млн евро.
7 июля 2017 года подписал контракт с «Эспаньолом». 30-летний футболист на правах свободного агента перешёл в каталонскую команду после расторжения договора с «Реал Сосьедадом» по обоюдному согласию сторон. Контракт игрока рассчитан на три года.

## Достижения
Реал Мадрид
- Чемпион Испании: 2011/12
- Победитель Кубка Испании: 2010/11
- Обладатель Суперкубка Испании: 2012

Сборная Испании (до 19)
- Победитель Юношеского чемпионата Европы (до 19 лет): 2006

## Клубная статистика
По состоянию на 17 ноября 2011 года.
| Клуб             | Сезон   | Лига | Лига | Лига | Кубок | Кубок | Кубок | Европа | Европа | Европа | Всего | Всего | Всего |
| Клуб             | Сезон   | Игры | Голы | Пасы | Игры  | Голы  | Пасы  | Игры   | Голы   | Пасы   | Игры  | Голы  | Пасы  |
| ---------------- | ------- | ---- | ---- | ---- | ----- | ----- | ----- | ------ | ------ | ------ | ----- | ----- | ----- |
| Хетафе           | 2007/08 | 27   | 4    | 2    | 6     | 2     | 1     | 9      | 3      | 1      | 42    | 9     | 4     |
| Хетафе           | 2008/09 | 35   | 5    | 4    | 2     | 0     | 0     | 2      | 0      | 0      | 39    | 5     | 4     |
| Реал             | 2009/10 | 31   | 3    | 5    | 1     | 0     | 0     | 4      | 0      | 0      | 36    | 3     | 5     |
| Реал             | 2010/11 | 19   | 1    | 2    | 9     | 1     | 0     | 4      | 0      | 0      | 32    | 2     | 2     |
| Реал             | 2011/12 | 2    | 0    | 0    | 0     | 0     | 0     | 0      | 0      | 0      | 2     | 0     | 0     |
| Всего за карьеру | Испания | 114  | 13   | 13   | 18    | 3     | 1     | 19     | 3      | 1      | 151   | 19    | 15    |